# Bananal
Bananal este un oraș în São Paulo (SP), Brazilia.